# The Gift (téléfilm, 1979)
Pour les articles homonymes, voir The Gift.
Pour plus de détails, voir Fiche technique et Distribution.
The Gift est un téléfilm américain réalisé par Don Taylor écrit par Robert Malloy d'après la nouvelle de Pete Hamill, sorti le 15 décembre 1979.

## Distribution
- Julie Alter : petite-amie de Sal
- Allison Argo (en) : Kathleen
- Joel Bailey : marin
- Kevin Bacon : Teddy
- Tom Clancy : Richie
- Maggie Cooper : Betty
- Pat Corley :
- Glenn Ford : Billy Devlin
- Gary Frank (en) : Pete Devlin
- Harry Gold : Griffin
- Mitchell Group : Sal
- Julie Harris : Anne Devlin
- Jane Hoffman : Mme Crowley
- Antony Ponzini (en) : Patsy
- M. Emmet Walsh : commandant de légion

## Fiche technique
- Titre original : The Gift
- Titre français : The Gift
- Réalisation : Don Taylor
- Scénario : Robert Malloy (d'après la nouvelle de Pete Hamill)
- Direction artistique : Charles L. Hughes
- Photographie : Robert E. Collins
- Montage : John Farrell et Greg Prange (en)
- Musique : George Aliceson Tipton
- Production : 
  - Joel Rogosin (producteur)
  - Gerald W. Abrams (en) (producteur délégué) et Huw Davies (producteur délégué)
- Société(s) de production : Paramount Television
- Société(s) de distribution : CBS Television Distribution (en)
- Pays d'origine :  États-Unis
- Langue originale : anglais
- Format : couleur — 1.33 : 1 (VistaVision) — son Mono
- Format : couleur
- Genre : Drame
- Durée : 120 minutes
- Dates de diffusion : États-Unis : 15 décembre 1979

## Nomination
Ce film a été nommé par le Humanitas Prize dans la catégorie 90 minutes.